# CFD Réseau du Vivarais
Le réseau du Vivarais de la compagnie de chemins de fer départementaux (CFD), était un réseau de chemin de fer à voie métrique qui desservait les départements de l'Ardèche et de la Haute-Loire.
Ce réseau a été concédé au titre de l'intérêt général.
L'ensemble du réseau mesurait 201,2 km.
Les gares de Tournon, La Voulte-sur-Rhône, Dunières et Lavoûte-sur-Loire étaient communes avec le PLM. Le chemin de fer assurait un important trafic de transbordement avec le grand réseau.
Les locomotives tractaient des trains mixtes, c'est-à-dire transportant à la fois des voyageurs, des marchandises (essentiellement du bois) et le courrier postal.

## Histoire

### Le premier réseau
Un ensemble de trois lignes est déclaré d'utilité publique le 28 juillet 1886 dans le cadre d'une convention entre les CFD, le département de l'Ardèche et celui de la Haute-Loire et forme le premier réseau.
| lignes                           | longueur | date d'ouverture  | fermeture       |
| Lavoûte-sur-Loire - Yssingeaux   | 22,1 km  | 9 novembre 1890   | 28 février 1952 |
| Tournon - Lamastre               | 32,6 km  | 12 juillet 1891   | 31 octobre 1968 |
| La Voulte-sur-Rhône- Le Cheylard | 47,5 km  | 13 septembre 1891 | 31 octobre 1968 |

### Le second réseau
Une convention a été signée le 6 février 1898 entre le département de l'Ardèche, celui de la Haute-Loire et les CFD pour la constitution d'un deuxième réseau. Le 25 mars suivant étaient déclarées d'utilité publique les trois lignes suivantes :
| lignes                                     | longueur | date d'ouverture  | fermeture                       |
| Le Cheylard - Yssingeaux, via Saint-Agrève | 64,9 km  | 1902 et 1903      | 28 février 1952 31 octobre 1968 |
| Lamastre - Le Cheylard                     | 19,6 km  | 11 juillet 1903   | 31 octobre 1968                 |
| Raucoules-Brossettes à Dunières            | 9,9 km   | 21 septembre 1902 | 31 octobre 1968                 |

Le second réseau reliait entre elles les trois lignes isolées du premier réseau. Ces lignes étant situées dans des régions d'altitudes différentes et à la topographie difficile, il fallait s'affranchir d'importants obstacles géographiques naturels. De nombreux ouvrages d'art durent être construits.
La ligne Le Cheylard - Yssingeaux, sera ouverte en trois étapes
| lignes                                | longueur | date d'ouverture  | fermeture                       |
| Yssingeaux - Saint-Agrève             | 43,9 km  | 21 septembre 1902 | 28 février 1952 31 octobre 1968 |
| Le Cheylard - Saint-Julien-Boutières  | 12,7 km  | 7 décembre 1902   | 31 octobre 1968                 |
| Saint-Julien-Boutières - Saint-Agrève | 10,7 km  | 29 mai 1903       | 31 octobre 1968                 |

En outre, la création d'une ligne du Cheylard à Aubenas par Le Chambon, Mézilhac, Laviolle, Entraigues, Vals et La Bégude est concédée par l'État à la Compagnie de chemins de fer départementaux par une convention signée entre le ministre des Travaux Publics et la compagnie le 28 juin 1913. Cette convention est approuvée par une loi le 9 août 1913 qui déclare la ligne d'utilité publique à titre d'intérêt général. Cette ligne n'a jamais été réalisée.

### Fermeture du réseau
Le réseau a été fermé en deux étapes :
- le 28 février 1952 pour la ligne Raucoules - Yssingeaux - Lavoûte-sur-Loire
- le 31 octobre 1968 pour les lignes Cheylard - Dunières, Cheylard - Tournon et Cheylard - La Voulte-sur-Rhône.

## Lignes

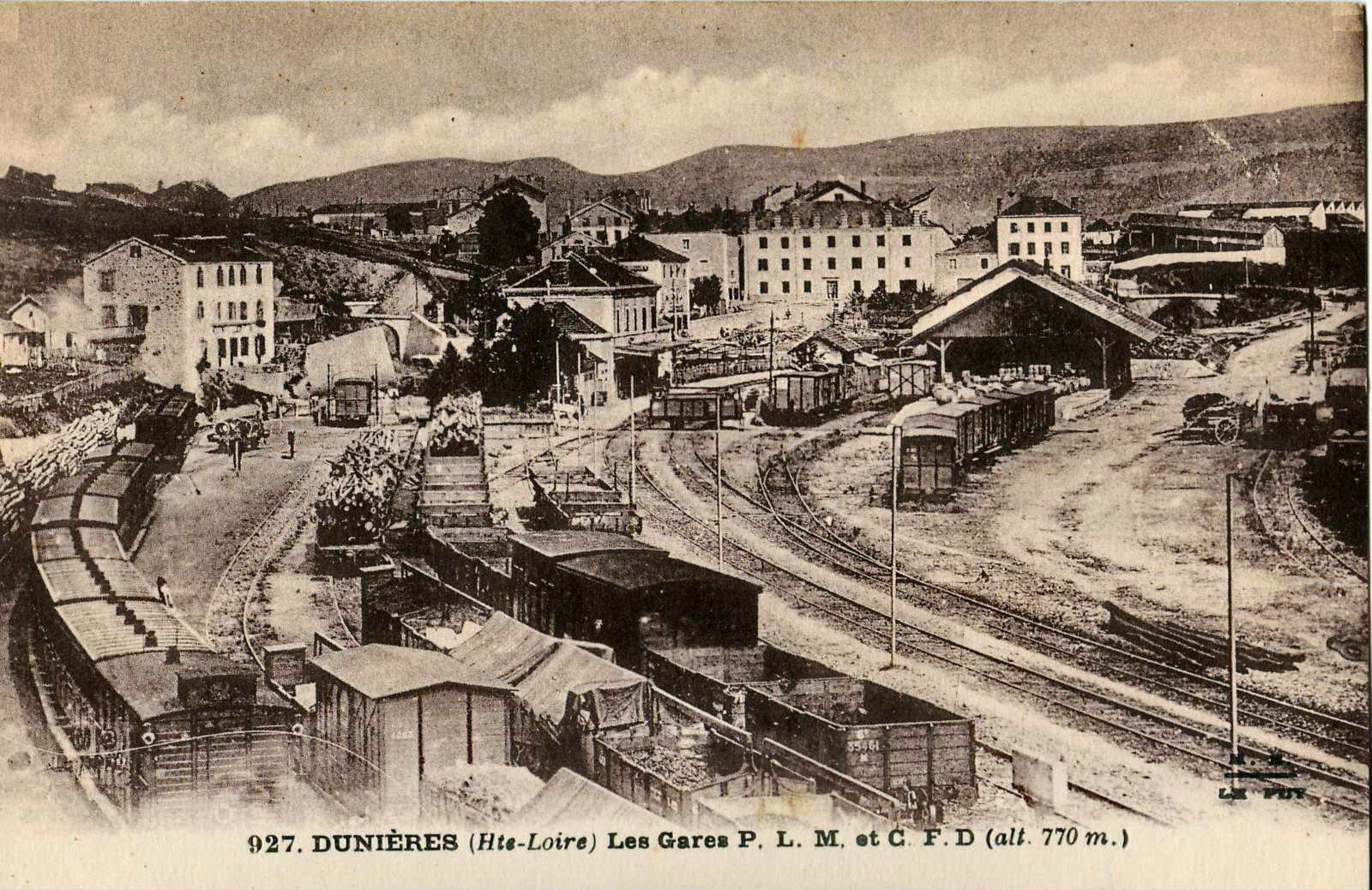
La gare d'échange de Dunières au début du XX

- Lavoûte-sur-Loire - Yssingeaux - Raucoules Brossettes (39,4 km)
- La Voulte-sur-Rhône - Le Cheylard (47,5 km)
- Tournon - Lamastre - Le Cheylard (52,2 km)
- Dunières - Saint-Agrève - Le Cheylard (61 km)

## Infrastructure

### Le tracé des lignes

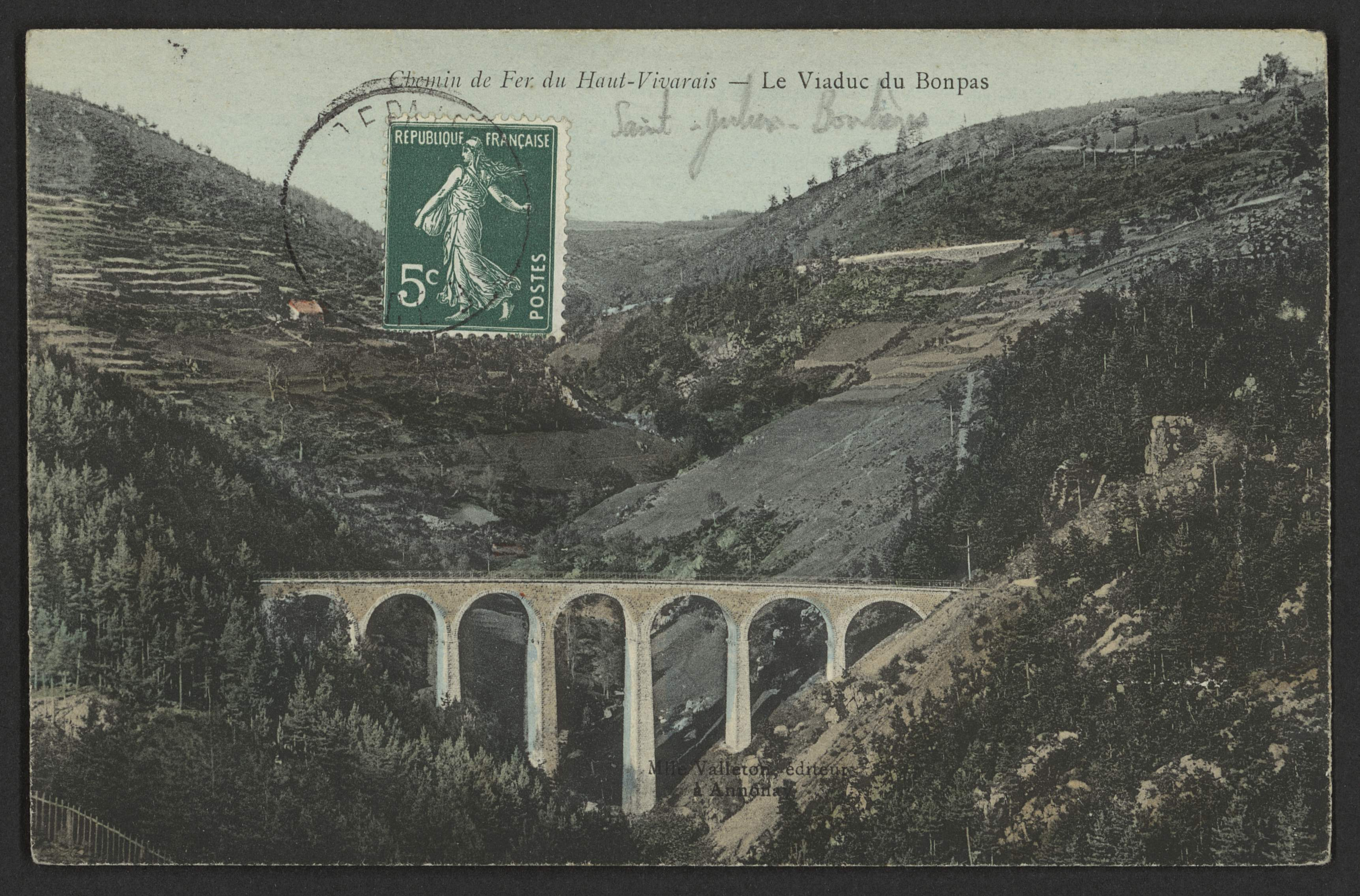
Le viaduc de Bonpas, sur la ligne du Cheylard à Saint-Agrève.

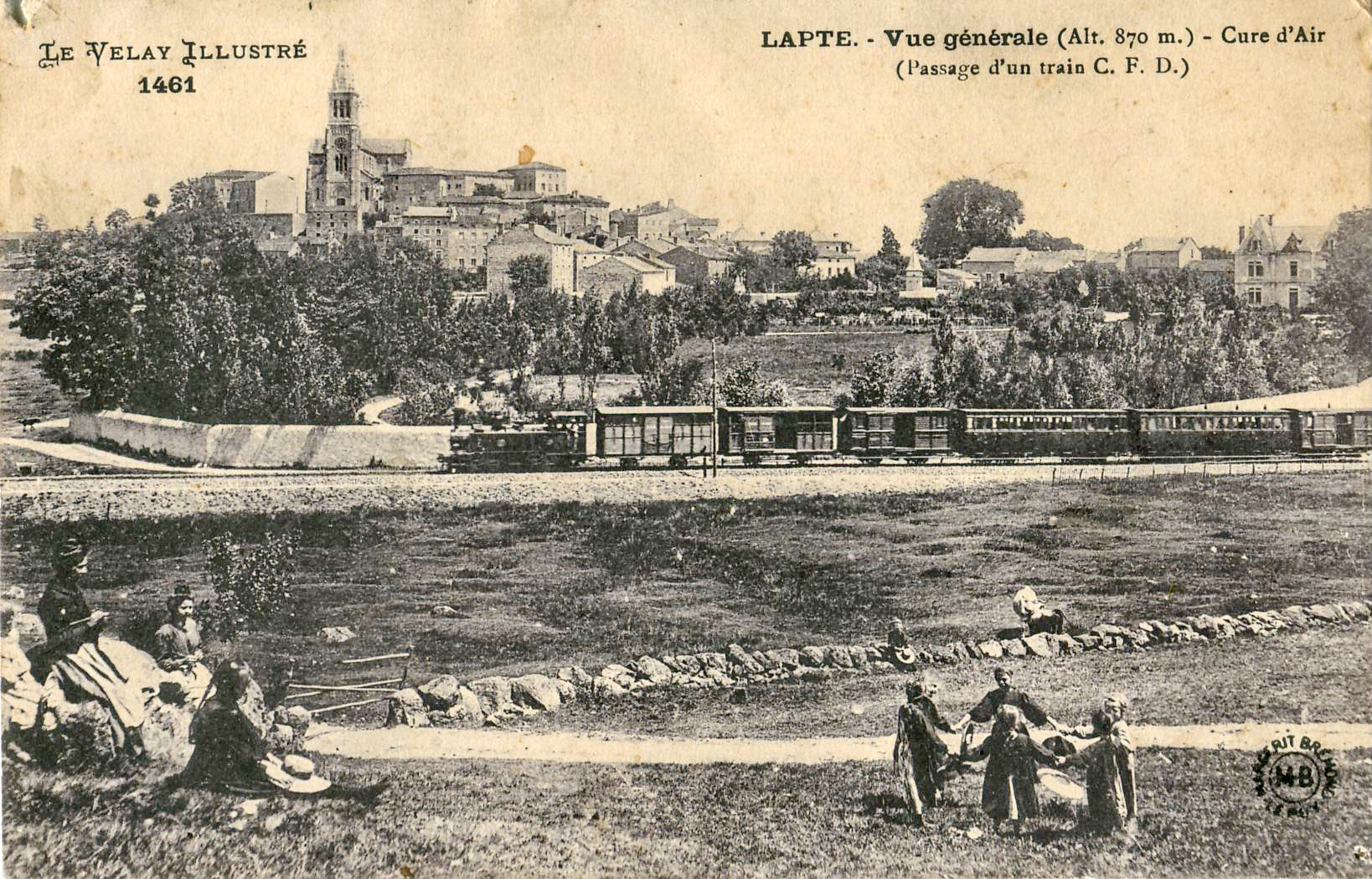
La gare de Lapte, sur la ligne Raucoules_Brossettes - Lavoûte-sur-Loire

L'ensemble des lignes comportait 57 viaducs et 8 tunnels. Le réseau du Vivarais est le premier des CFD, pour le nombre d'ouvrages d'art.
- La ligne Tournon - Lamastre empruntait la vallée du Doux
- La ligne La Voulte sur Rhône - Le Cheylard empruntait la vallée de l'Eyrieux
- La ligne Le Cheylard - Saint Agrève empruntait également cette vallée, puis remontait sur les contreforts de la vallée de l'Aiguenerre, un des affluents de l'Eyrieux.
- La ligne Lamastre - Le Cheylard empruntait la vallée de la Sumène et redescendait dans le bassin de l'Eyrieux, après avoir franchi le tunnel des Nonières à 760m d'altitude.

### Dépôt et ateliers
Les ateliers principaux se trouvaient au Cheylard, centre du réseau. Ils comprenaient un bâtiment de trois voies avec atelier complet et une remise pour voitures. 

Avec l'arrivée des autorails, diverses modifications sont faites pour agrandir la surface couverte. Un atelier et un dépôt réservé aux autorails sont installés dans l'ancienne remise pour voitures.
Il existait des dépôts à Tournon, Yssingeaux et La Voulte-sur-Rhône, correspondant à chaque ligne du premier réseau et constitués d'une remise à deux voies. 

Il existait à tous les terminus des remises à une voie. La gare de Tence, considérée comme terminus en cas d'enneigement, possédait également une remise.

## Matériel roulant

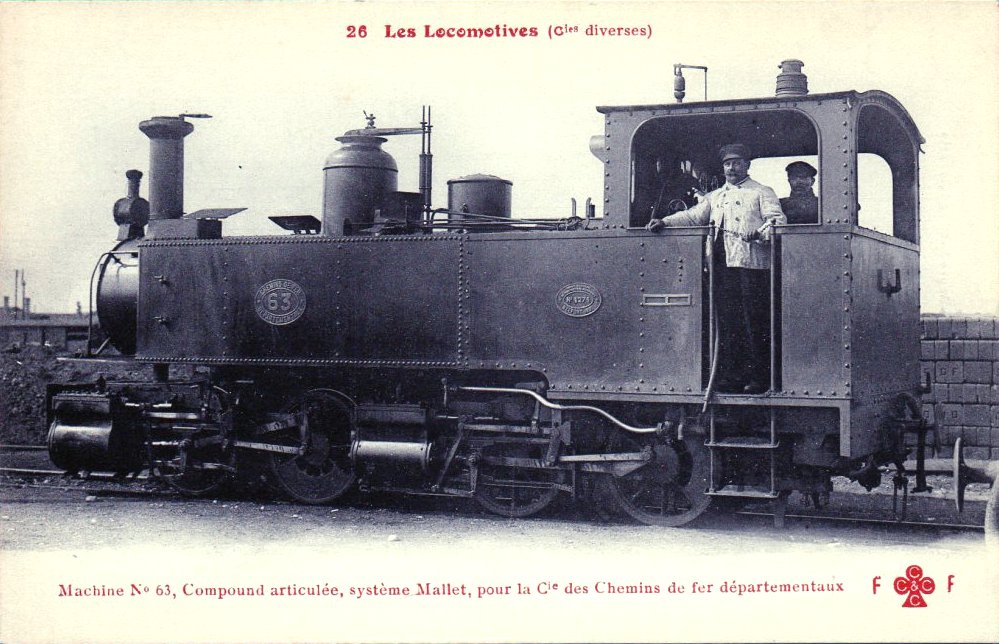
Locomotive Mallet 020-020 N°63

Locomotive Mallet n°401

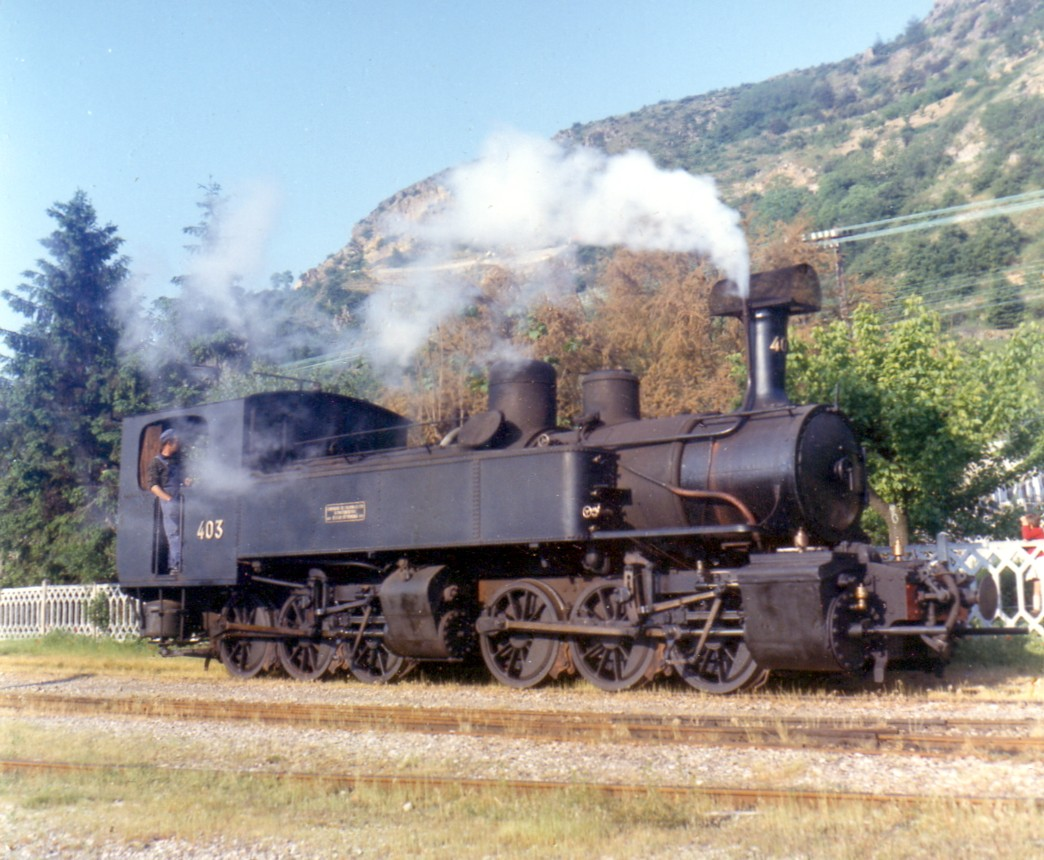
Locomotive Mallet N° 403

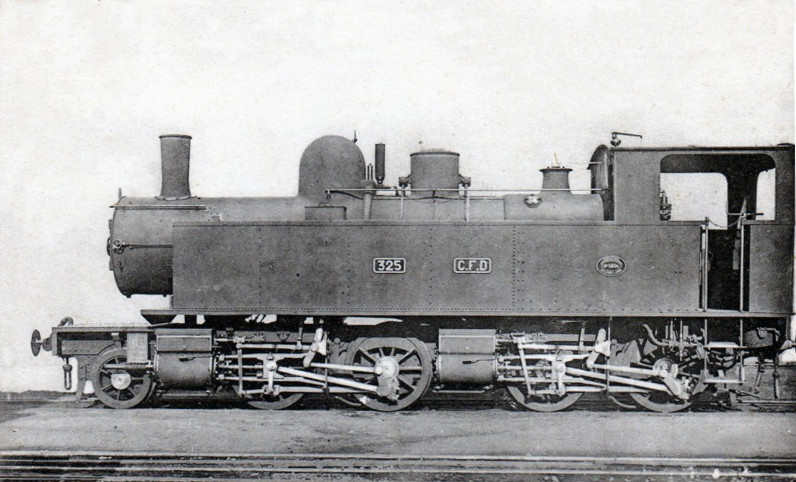
Locomotive série 321 à 325 construite par la SACM à Belfort

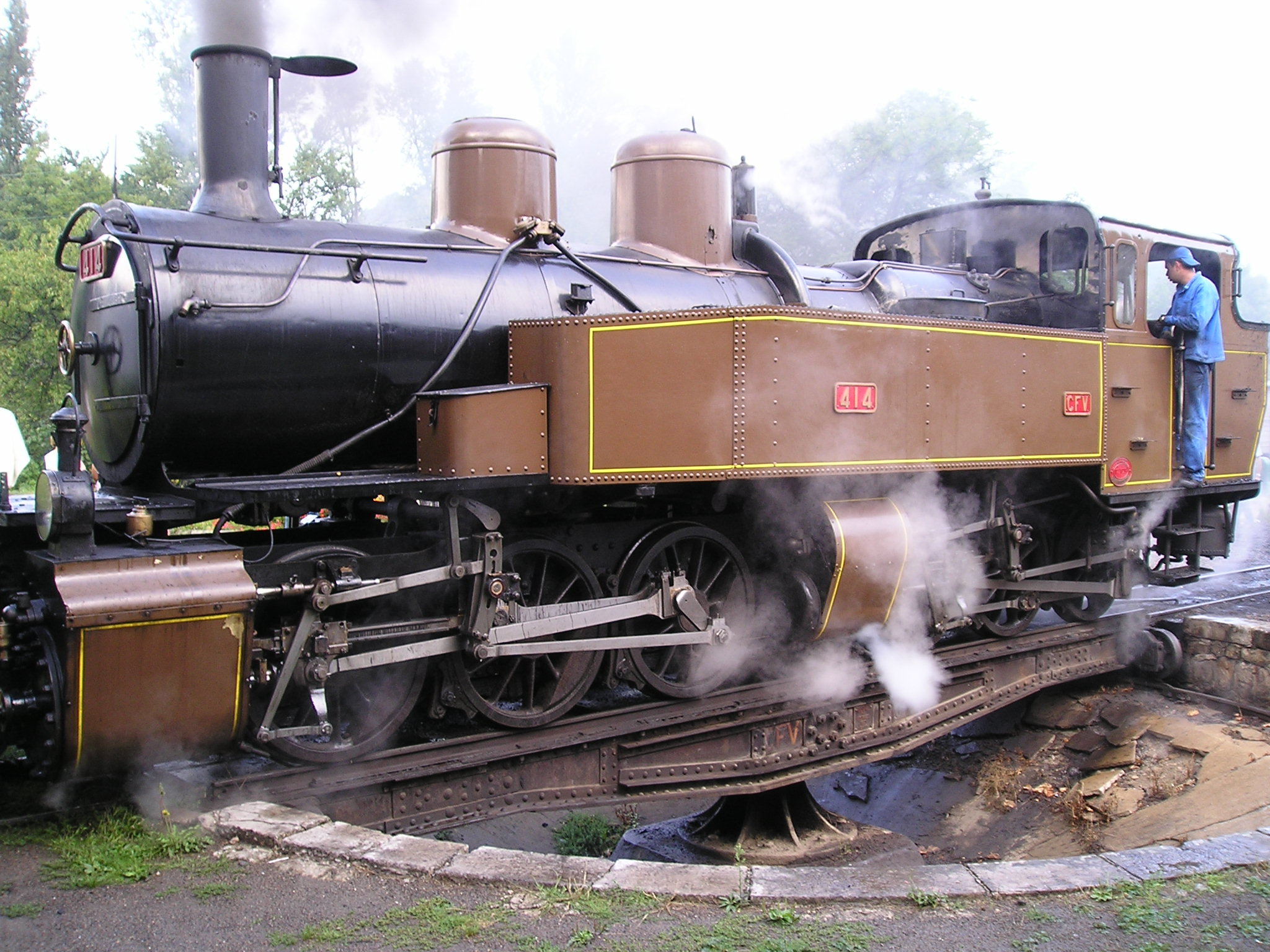
Locomotive Mallet 030-030 N°414 du CFD-Vivarais, sur une plaque tournante de la ligne Tournon-Lamastre

### Le matériel du premier réseau
À l'ouverture du premier réseau, la traction des trains est confiée à des locomotives de type:
- type 130 construites par Fives Lille, n° 57 à 62[3]
- Mallet  020-020, construites par la SACM, n° 45 à 48 et 63 à 64, dont c'est l'une des premières apparitions en France.

Dans la tradition CFD, les voitures voyageurs sont à portières latérales.

### Le matériel du second réseau
Pour le second réseau, et devant le succès des Mallet 020 020, les CFD essaient un prototype 
- une Mallet 030-030, à six essieux moteurs, n° 401 construites par SLM Winterthur, en 1902.

Le succès de ces essais entraineront la réalisation d'une série de quatre machines complémentaires.
- quatre Mallet 030-030, n° 402 à 405, construites par SLM Winterthur, en 1903

### Le matériel complémentaire

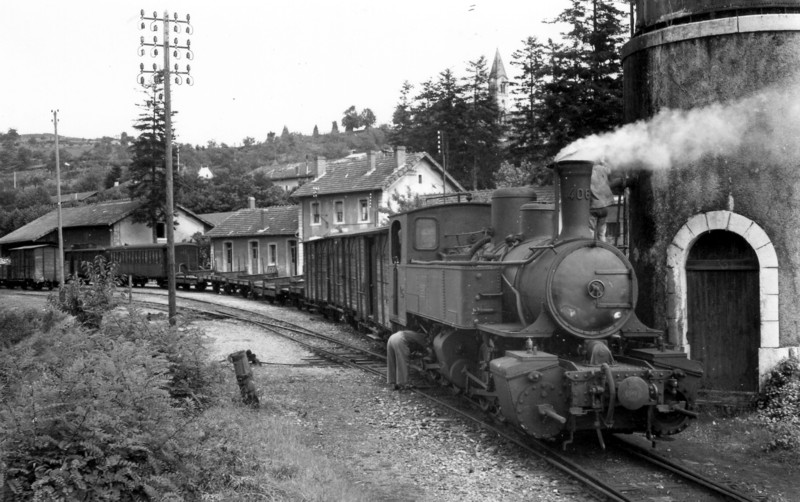
Locomotive 406 à Lamastre

Le matériel moteur complémentaire se constitue de
- locomotives à vapeur (livrées par suite de l'augmentation du trafic), 
  - Mallet 030-030, n° 406 à 408, construites par SLM Winterthur, en 1905
  - Mallet 120-020, n° 321 à 325, construites par la SACM, en 1909
- autorails à partir de 1935 
  - De Dion 201 à 207
  - Billard A 150 D, numéros 211 à 214
  - Billard, numéros 221 à 224
- locotracteurs diésels à partir de 1948.
  - tracteur X, construction CFD-Montmirail
  - tracteur Y, construction CFD-Montmirail
  - tracteur 13, construction CFD-Montmirail

Le matériel remorqué complémentaire se compose de 
- voitures voyageurs modernes, voitures à bogies et plates-formes extrêmes fermées
  - AAB 1609-1612,
  - CCC 1658-1662,

Fourgons à bagages
- - DDif 2601-2612,
  - DDif 2626-2627
- wagons de marchandises
Ce matériel était rendu nécessaire par une augmentation de trafic.

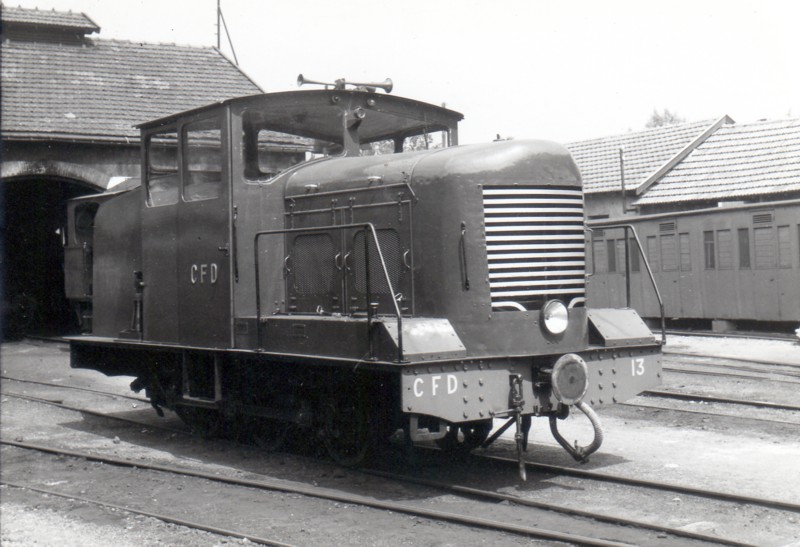
locotracteur n°13 au dépôt du Cheylard
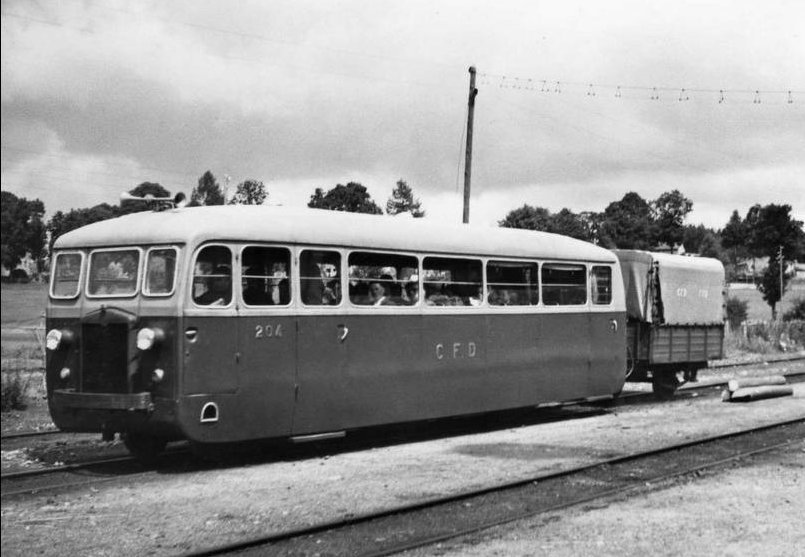
Autorail De Dion n°204, type ND, série 201 à 207
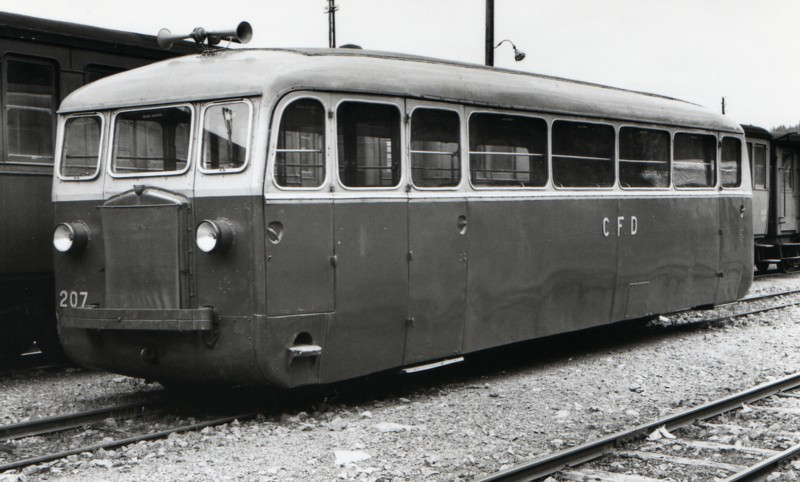
Autorail De Dion n°207, type ND, série 201 à 207
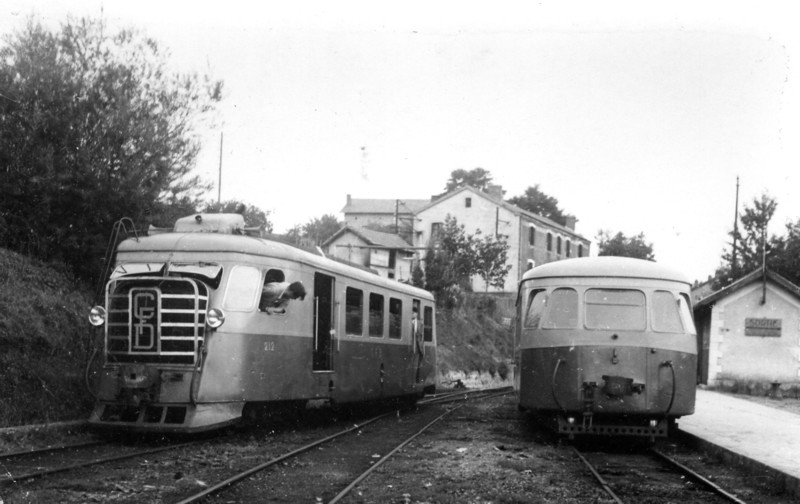
Autorail Billard 212 à Dunières SNCF et remorque R 210
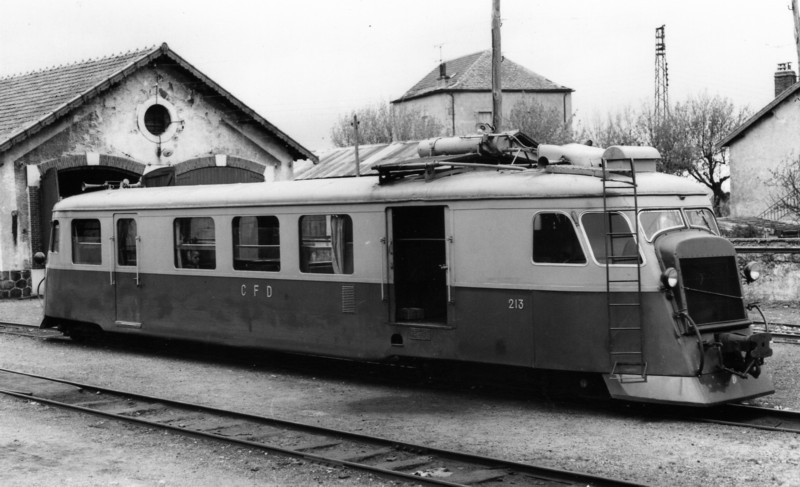
Autorail Billard type A 150D type 213
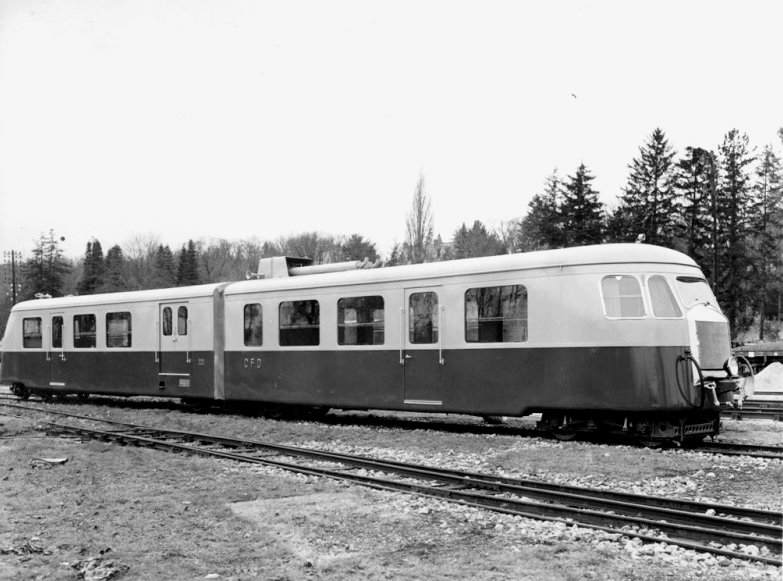
Autorail Billard articulé série 221 à 224.
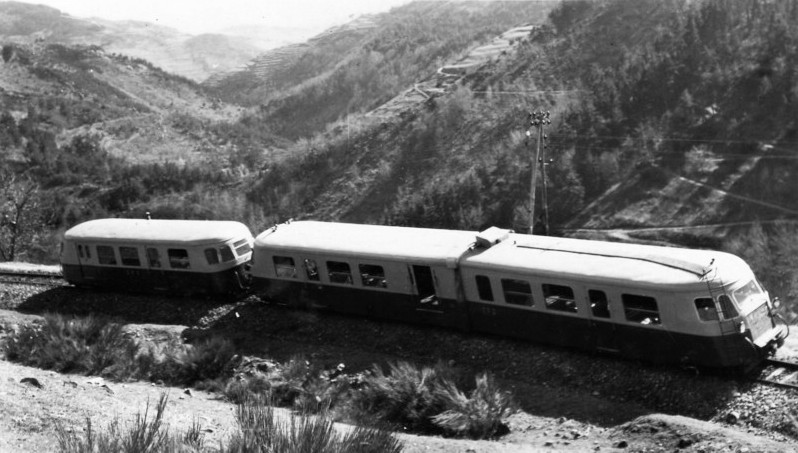
Autorail 221 avec une remorque dans la rampe des Boutières
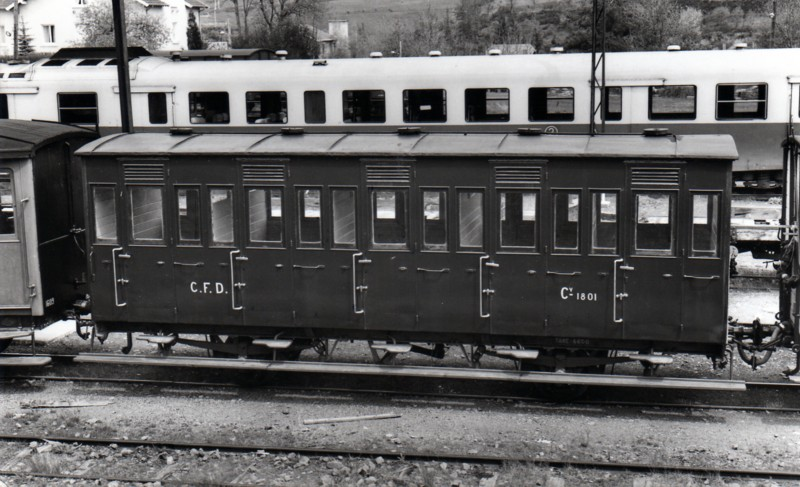
Voiture Cv 1801 à essieux
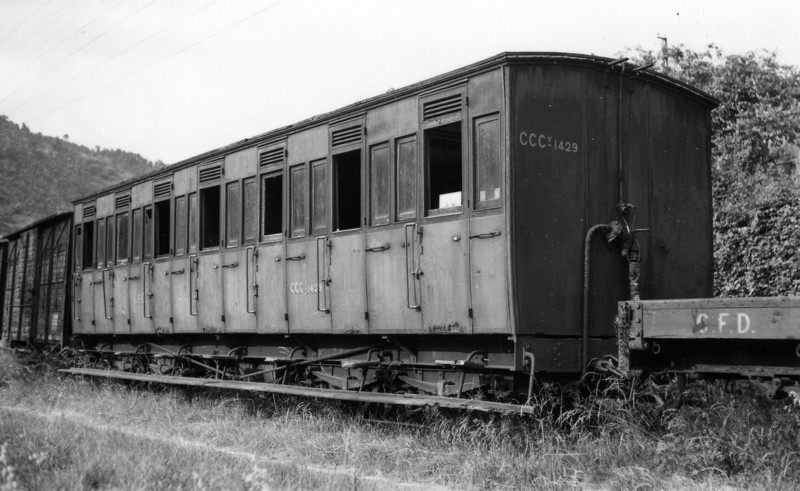
Voiture CCCv 1429 à bogie et portières latérales
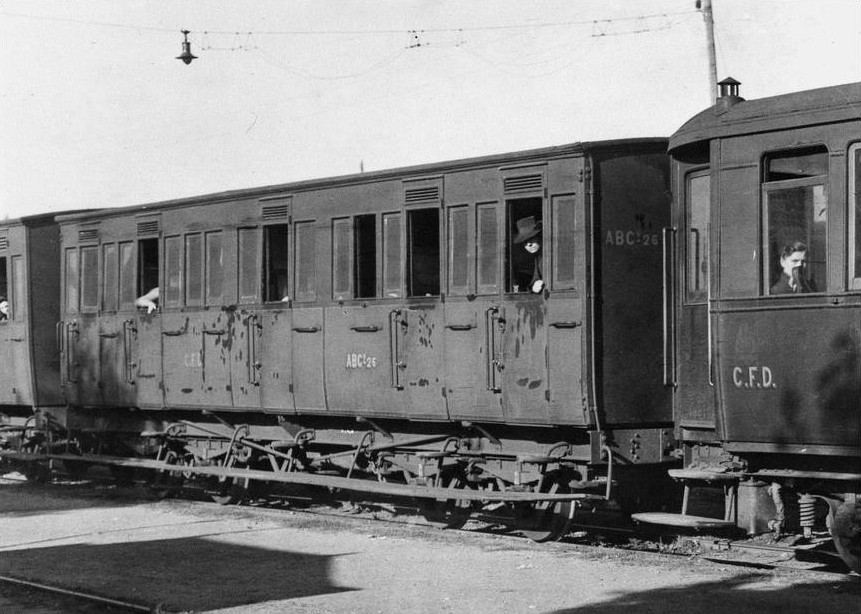
Voiture mixte n° ABCf 26
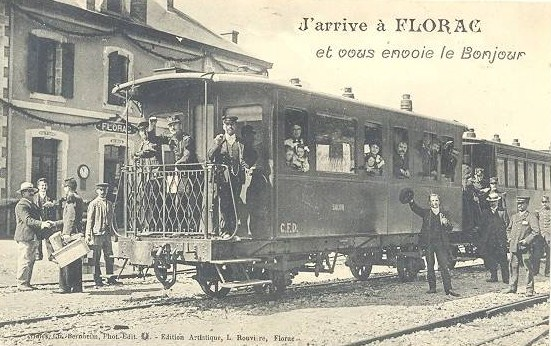
Voiture salon à Florac.
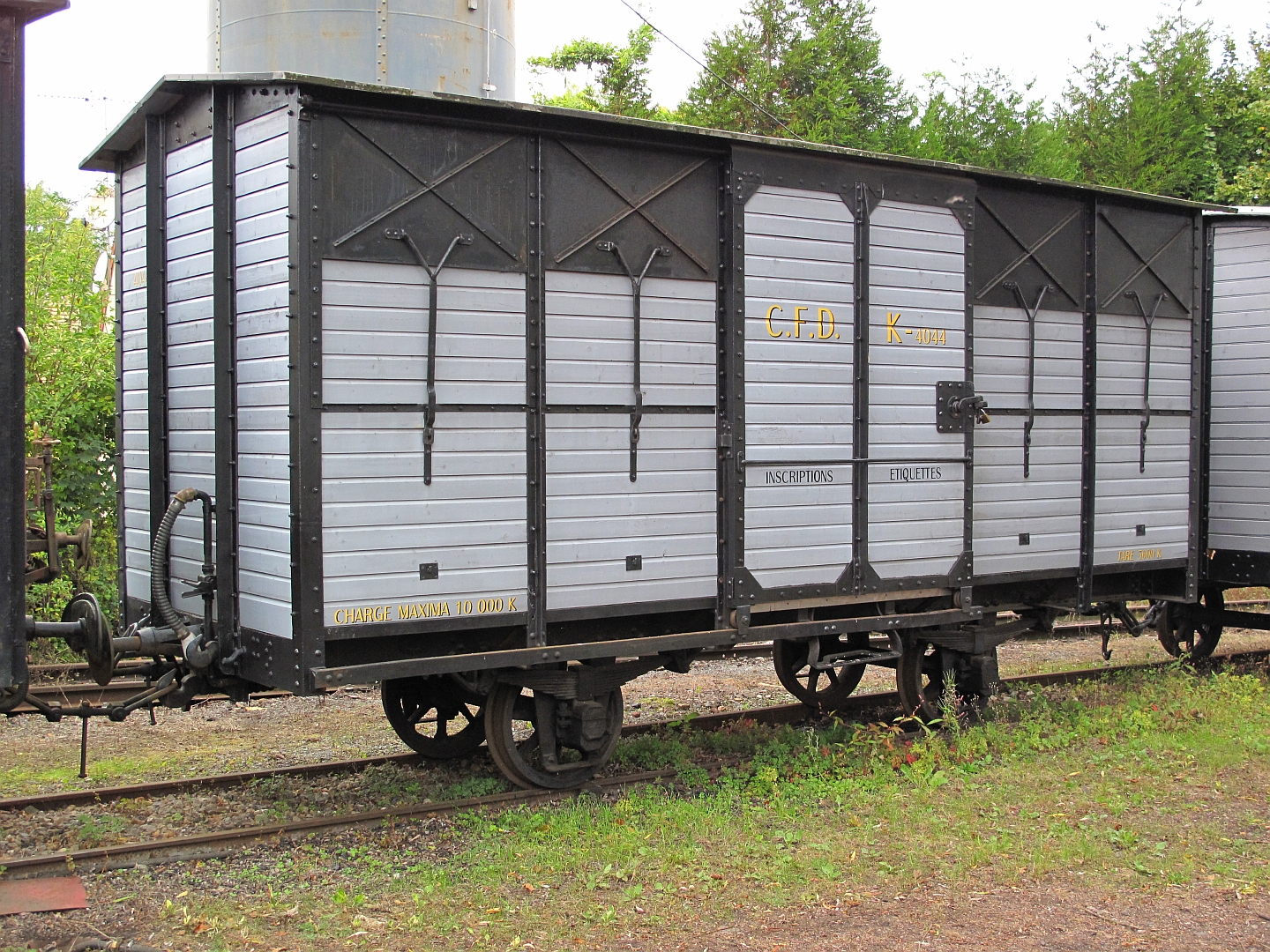
Wagon couvert ex-CFD Vivarais garé au MTVS de Butry.
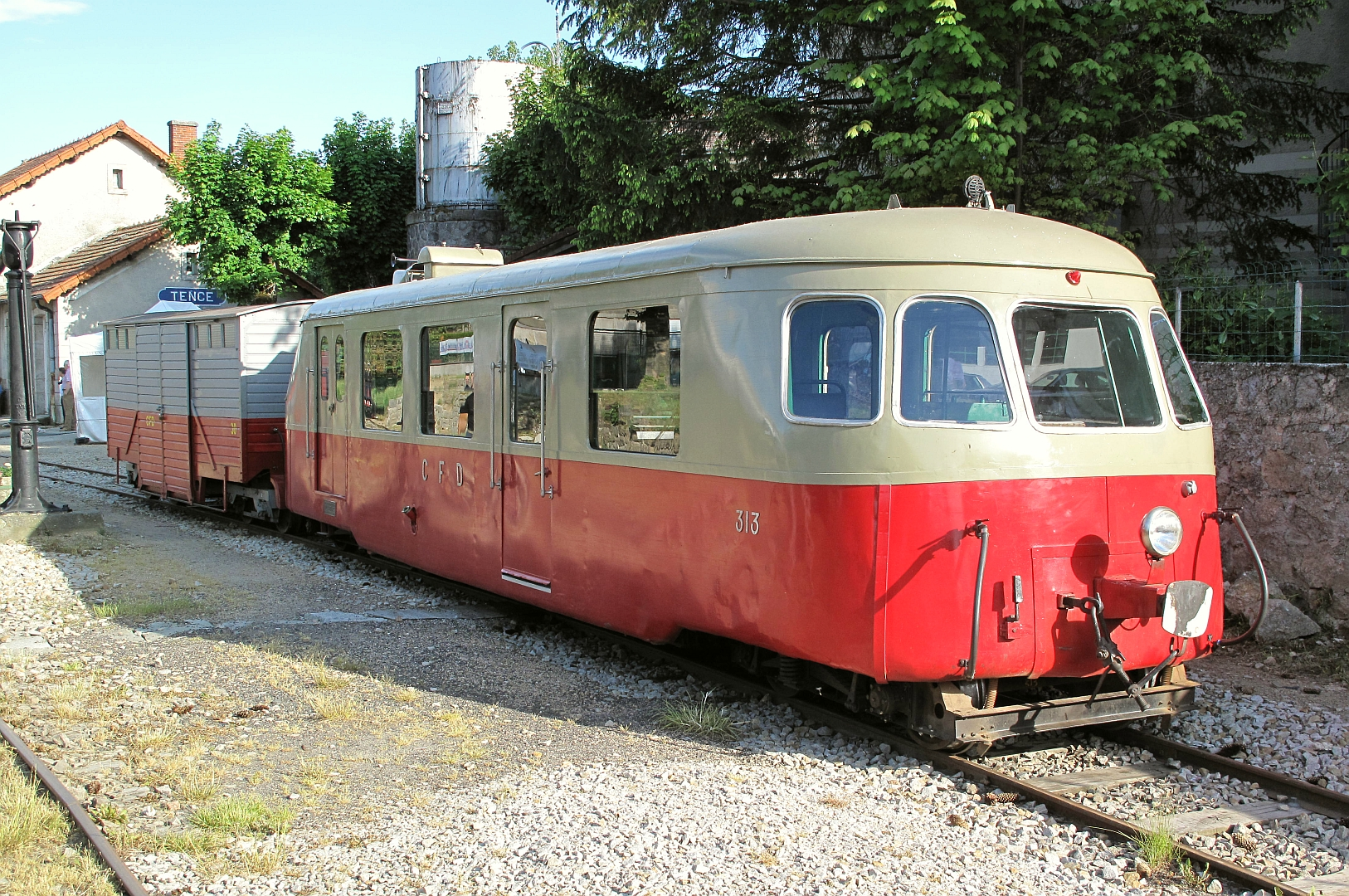
L'autorail Billard A 80 D 313, en gare de Tence.

## Ambulant postal

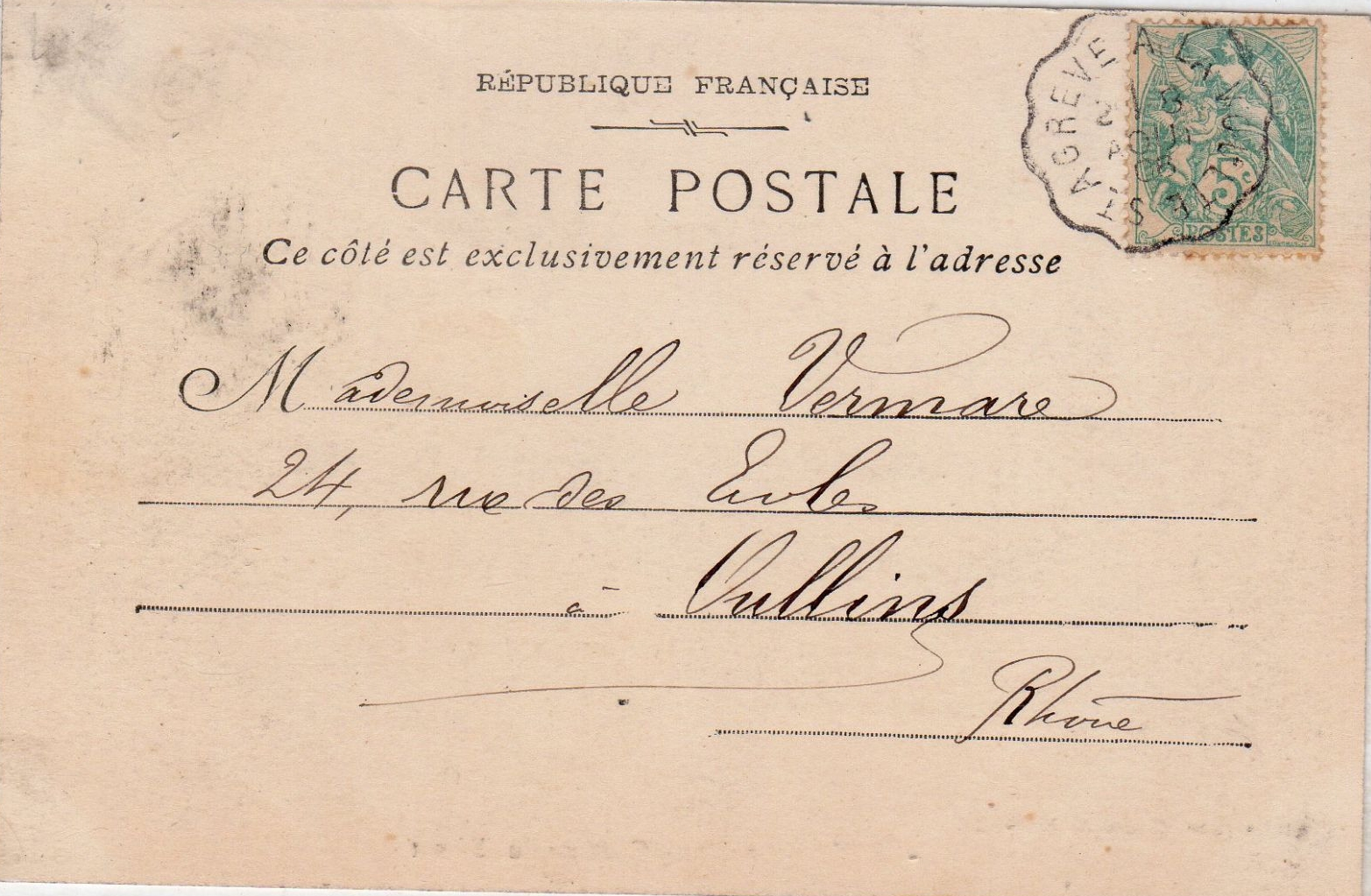
Timbre à date crénelé d'ambulant postal sur la partie de Saint-Agrève à La Voulte daté du 8 août 1908.

Un service d' ambulant postal a fonctionné sur cette ligne avant la guerre 14. Les lettres étaient déposées dans les gares et, dans le train, un employé oblitérait la lettre avec un timbre à date rond à créneaux, typique des cachets d'ambulants postaux français du début du XXè siècle.

## Réouverture de deux sections
Deux sections ont été conservées :
- La ligne Tournon - Lamastre, remise en service dès 1969 par la Société des Chemins de Fer Touristiques et de Montagne (CFTM) issue d'un groupe d'amateurs lyonnais. Elle est exploitée par le chemin de fer du Vivarais.

- La section Dunières - Saint-Agrève, rouverte le 16 août 1970 et exploitée par l'association Voies ferrées du Velay.

## Voies vertes
Une partie de l'ancien réseau est aménagé en voies vertes, Via Fluvia et Dolce Via (lignes Le Cheylard-Saint-Agrève, Le Cheylard-Lamastre et La Voulte-Les Ollières-sur-Eyrieux)